# Glaucosciadium
Glaucosciadium é um género botânico mono-específico pertencente à família Apiaceae, cuja única espécie conhecida é Glaucosciadium cordifolium (Boiss.) Burtt & Davis, do Mediterrâneo Oriental (Chipre, sul da Turquia e Líbano).

## Descrição
Investigação recente propõe, com base em análise genética e morfológica, que o género Glaucosciadium deve integrar o género Mozaffariania, também mono-específico. Dessa integração resulta que o género Glaucosciadium passa a integrar duas espécies: (1) G. cordifolium, a já existente; e (2) a nova espécie Glaucosciadium insigne (Pimenov et Maassoumi) Spalik et S.R. Downie, tendo como basónimo Mozaffariania insignis Pimenov et Maassoumi.